# Ribe Å
Ribe Å er betegnelsen for de sidste ca. 17 km af et ca. 71 km langt åsystem i  det sydvestlige Jylland. 

## Geografi
Ribe Å begynder hvor Fladså og Gelså løber sammen, løber i 4 forgreninger gennem Ribe by og munder gennem Kammerslusen ud i Vadehavet. Før Ribe kaldes den ofte Ribe Østerå og er karakteriseret ved store vådområder, mens den efter Ribe løber gennem marsk, er delvist reguleret og kaldes Ribe Vesterå. Vesteråen er farbar for små ikke masteførende skibe (Ringvejen vest om Ribe er dog i 2020 under udvidelse til 4 spor og Ringvejsbroen over åen er i den forbindelse planlagt udskiftet med en klapbro), der kan lægge til ved Skibbroen.
Inde i byen er åen opstemmet og mange bygninger i byen er afhængige af det hævede grundvandsspejl for at undgå sætningsskader.

### Sognegrænser
På visse strækninger udgør Ribe Å sognegrænsen mellem:
- Ribe Domsogn og Farup Sogn
- Sankt Katharine Sogn og Ribe Domsogn
- Sankt Katharine Sogn og Seem Sogn
- Obbekær Sogn og Seem Sogn

## Det Maritime Ribe
Det maritime Ribe er naturligt nok bygget op omkring Ribe Å og især Skibbroen. Efter at handel af søvejen til byen stoppede sidst i 1800-tallet, blev der efterfølgende gjort mange forsøg på at søsætte en turbud til byens turister. Et naturligt bindeled for tursejlads er Ribe Kammersluse. Her skal nævnes nogle af de skibe, der har haft tilknytning til i den forbindelse:
- Det første forsøg på en turbåd, var dampskibet Thor. Thor fik en kort skæbne i byen. Skibet var alt for stort til Ribe Å og allerede under præsentationssejladsen gik skibet på grund og hele byrådet måtte gå tilbage til byen
- Kvik en det andet dampskib ved Skibbroen. Skibet var langt mindre og kunne bedre begå sig i Ribe Å. En mindre samling af byens prominente herrer hentede skibet fra Hejlsminde og til Ribe
- Svend er den ene af to turbåe, der sejler på Ribe Å i midten af 1900-tallet. Båden var ejet og ført af Theodor Petersen.
- Christine er det andet af to turbåde, der sejler mellem Skibbroen og Ribe Kammersluse i midten af 1900-tallet. Skibet var ejer af fisker Johan Poulsen. Skibet forlod Ribe d. 29. maj 1971 for at blive renoveret til tursejlads i Haderslev
- Meretha var det sidste skib, der blev bygget på Ribe Skibsværft. Dette i året 1865. Skibet var oprindelig bygget som en skonnert, men blev i 1938 ombygget til en galease. I 1963 erhvervede Ribe Turistforening sig skibet, med henblik på at gøre det til et historisk blikfang ved Skibbroen. Meretha kom til Skibbroen, men var i langt dårligere stand end forventet. Foreningen havde ikke råd til at vedligeholde skibet. Som tiden gik, forfaldt skibet mere og mere. Januar 1973 blev skibet gravet ned i Hovedengen, ud for Ribe RoklubVadehavseverten Johanne Dan ved Skibbroen i Ribe
- Da Meretha var for dyr at gennem renovere og bringe tilbage til tidligere tiders tilstand, blev Johanne Dan skibets afløser. Skibet var dog ikke tiltænkt en rolle som turbåd.
- Riberhus var Ribes sidste rigtige turbåd - opkaldt efter det tidligere slot i byen af samme navn. Et stort og fladbundet skib, der var svært at manøvrere rundt. Skibet er i dag total ombygget og husbåd i København
- Vadehavsskibet - i 2013 fik Nationalpark Vadehavet bygget en skib, der var tiltænkt som formidlingsplatform for foreningen. Opleves mest enten ved Ribe Kammersluse eller Skibbroen og ved specielle events omkring Vadehavet
- Martha var båd fra Fanø, der blev hentet til Ribe med forventning om rutesejlads på Ribe Å. Men renoveringen af båden fik foreningen bag i økonomisk uføre og blev købt tilbage til Fanø, hvor den sejler som turbåd i dag
- Mandøpigen er en specialbygget turbåd, der er særdeles egnet til sejlads i Vadehavet. Båden sejler primært mellem Mandø og Ribe Kammersluse
- Mejsen af Ribe blev søsat i 1994, efter at lærerparret Dorris og Jens Christian Højden havde brugt otte år på at bygge båden fra bunden. Båden kan i dag opleves i Flensborg Havn og stadigvæk ejet af ripensere
- Karen af Mandø er som Johanne Dan en vadehavsevert. Et gammelt postskib mellem Mandø og Ribe, var strandet på Mandø, uden fremtidsudsigter. En stor donation fra Skibsbevaringsfonden sikrer, at skibet i øjeblikket genopbygges på Egernsund Skibsvært med henblik på liggeplads ved Skibbroen i Ribe

## Plante- og dyreliv
I den sydligste og længste forgrening, Stampemølleåen, er den gamle opstemning (en turbine) erstattet med en faunapassage for at muliggøre/lette passage for diverse fiskearter, deriblandt specielt snæbelen.
Naturstyrelsen arbejdede gennem 2010'erne for at skabe fri passage, samt etablere gyde- og opvækstområder for særligt laks i åsystemet. En rapport fra DTU Aqua viste, at der i perioden fra 2012 til 2017 skete en tredobling af bestanden.
- Ribe Ås udløb i Vadehavet
- Både i åen lige inden for Kammerslusen
- Ringvejsbroen 2018. Kranen bagved er ved at forberede fundamentet til den midlertidige bro
- Skibbroen set fra hvor Stampemølleåen løber ud i den
- Skibbroen set fra pladsen ved Kolvig. I midten af billedet Everten Johanne Dan
- Ydermøllen i den nordligste forgrening
- Fodgængerbroerne mellem Mellemdammen og Dagmarsgadebroen
- Jernbanebroen over Østeråen. Når vandet står højt i åen skal man dukke hovedet for at passere via pontongangbroen